# Kamilla Rytter Juhl
Kamilla Rytter Juhl (Skagen, 23 novembre 1983) è una giocatrice di badminton danese.

## Palmarès
- Olimpiadi

Rio de Janeiro 2016: argento nel doppio femminile.
- Mondiali

Hyderabad 2009: oro nel doppio misto.
Canton 2013: bronzo nel doppio femminile.
Jakarta 2015: argento nel doppio femminile.
- Europei

Den Bosch 2006: oro nel doppio misto e bronzo nel doppio femminile.
Herning 2008: oro nel doppio femminile.
Manchester 2010: oro nel doppio misto.
Karlskrona 2012: oro nel doppio femminile e bronzo nel doppio misto.
Kazan 2014: oro nel doppio femminile e argento nel doppio misto.
La Roche-sur-Yon 2016: oro nel doppio femminile.
- Campionati europei di badminton a squadre

Almere 2008: oro a squadre femminile.
Varsavia 2010: oro a squadre femminile.
Amsterdamo 2012: argento a squadre femminile.
Basilea 2014: oro a squadre femminile.
Kazan 2016: oro a squadre femminile.